# Сейсмічність Вірменії
Територія Вірменії характеризується підвищеною сейсмічністю. 

## Загальна характеристика
Сейсмічність Приараксинської області Малого Кавказу за 12-балльною шкалою оцінюється в 8 балів, Прикуринської області — 7 балів. Вогнища землетрусів часто збігаються з субмеридіанальними глибинними розломами Транскавказького поясу та з диз'юнктивними швами міжзонального типу.

## Землетруси у минулі століття
| Дата       | Назва                    | Місце, країна                   | Магнітуда | Інтенсивність | Епіцентр             | Жертви       |
| ---------- | ------------------------ | ------------------------------- | --------- | ------------- | -------------------- | ------------ |
| 07.12.1988 | Спітакський землетрус    | Спітак, Ленінакан. (СРСР)       | 6,8       | VIII          | 40°30′0″N,44°9′36″E  | >25 000 чол. |
| 1968       | Зангезурський землетрус  | Зангезур (СРСР)                 | 4,7       | VII-VIII      |                      | 3 чол.       |
| 1937       | Єреванський землетрус    | Єреван (СРСР)                   | 4,8       | VII           |                      | н/д          |
| 1931       | Зангезурський землетрус  | Зангезур (СРСР)                 | 6,4       | VIII-IX       |                      | н/д          |
| 22.10.1926 | Ленінаканський землетрус | Ленінакан (СРСР)                | н/д       | н/д           |                      | 300 чол.     |
| 1679       | Гарнійський землетрус    | Гарні, Єреван, Канакер (Персія) | 7,0       | VIII          | 40°4′12″N,44°25′48″E | >7 600 чол.  |
| 1268       | Кілікійський землетрус   | Кілікійське царство             | 7,0       | VIII          | 37°30′0″N,35°30′0″E  | >60 000 чол. |

## Землетруси XXI століття

### 2021
13 лютого, об 11:29:22 (UTC), на території Вірменії стався сильно відчутний (за шкалою інтенсивності МSK-64) землетрус магнітудою 4,9 балів (за шкалою Ріхтера). Згідно повідомлення МНС Вірменії, епіцентр землетрусу зафіксовано за 8 км на південний схід від міста Єревану, гіпоцентр землетрусу залягав на глибині 10 км.

### 2025
8 березня, о 09:26 (за місцевим часом) у Вірменії, неподалік від кордону з Грузією, стався помірний (за шкалою інтенсивності МSK-64) землетрус  
магнітуда становила 5,1 балів (за шкалою Ріхтера). За інформацією Національного центру сейсмічного моніторингу Грузії, епіцентр землетрусу знаходився за 45 км від кордону, поблизу міста Спітак у Лорійській області Вірменії. Гіпоцентр землетрусу залягав на глибині 10 км. В свою чергу, за повідомленням Рятувальної служби Вірменії, магнітуда землетрусу в епіцентрі становила 6-7 балів (за шкалою Ріхтера). Окрім Лорі, максимально землетрус відчувався в регіонах Ширак і Тавуш, а в регіонах Котайк, Гегаркунік і Арагацотн – магнітудою 2-4 бали (за шкалою Ріхтера).